# 傑克·費里爾
洛厄爾·傑克遜·「傑克」·費里爾（英語：Lowell Jackson "Jack" Fellure，1931年10月3日—2022年7月31日），是美國選舉常年候選人和退休工程師，曾在2012年美國總統選舉代表禁酒黨參選。

## 生平
費里爾自1988年起，就經常以共和黨黨員身分參與美国总统选举提名。2012年他如常參與共和黨黨員美国总统选举提名初選，亦告失敗。然後，他決定在阿拉巴马州卡尔曼舉行的禁酒黨全國大會尋求該政黨的提名。在第二輪投票中，他擊敗在禁酒黨長期活動、前賓夕法尼亞州富爾頓縣湯普森鎮的估稅員詹姆斯·赫奇斯，成功獲得了禁酒黨總統選舉候選人提名，並以禁酒黨主席托比·戴維斯（Toby Davis）擔任其競選搭檔。他們的名字只出現在路易斯安那州出現，在選舉日僅獲得了518票。
2012年10月，費里爾向聯邦選舉委員會提交2016年共和黨的總統候選人提名。
2022年7月31日在亨廷顿逝世。